# Roving Enterprises
La Roving Enterprises, fondata da Rove McManus, è una società australiana produttrice di format televisivi.

## Produzioni

### Attuali
- The 7PM Project - comedy show - (2009 - presente)
- Are You Smarter Than a 5th Grader? - game show (2007 - presente)
- ARIA Awards - cerimonia di premiazione (2002 - presente)
- Before The Game - talk show sportivo (2004 - presente)
- Rove - varietà (1999 - presente)

### Non più in produzione
- Hamish & Andy Re-Gifted - speciale (19 novembre 2008)
- Real Stories - satirico (2006)
- After the Game - talk show sportivo (2003)
- Rove Live Radio (radio show) - (2002 - 2005)
- Rove McManus Presents: - interviste (2002)
- Seriously 40 - varietà (2005)
- skitHOUSE - comico (2002 - 2003)